# روكي بورنيت
روكي بورنيت (بالإنجليزية: Rocky Burnette)‏ هو عازف قيثارة ومغني أمريكي، ولد في 12 يونيو 1953 في ممفيس في الولايات المتحدة.

## وصلات خارجية
- روكي بورنيت على موقع IMDb (الإنجليزية)
- روكي بورنيت على موقع ميوزك برينز (الإنجليزية)
- روكي بورنيت على موقع ديسكوغز (الإنجليزية)